# Pethőhenye, Zala
Pethőhenye  este un sat în districtul Zalaegerszeg, județul Zala, Ungaria, având o populație de 413 locuitori (2011). 

## Demografie
Componența etnică a satului Pethőhenye
     Maghiari (89,98%)
     Romi (6,97%)
     Germani (2,4%)
     Necunoscut (0,65%)
     Alții (0,65%)
Componența confesională a satului Pethőhenye
     Romano-catolici (73,37%)
     Fără religie (16,22%)
     Reformați (1,94%)
     Atei (1,45%)
     Necunoscută (6,05%)
     Luterani (0,97%)
     Alte religii (0,97%)
Conform recensământului din 2011, satul Pethőhenye avea 413 locuitori. Din punct de vedere etnic, majoritatea locuitorilor (89,98%) erau maghiari, existând și minorități de romi (6,97%) și germani (2,4%). Apartenența etnică nu este cunoscută în cazul a 0,65% din locuitori.  Din punct de vedere confesional, majoritatea locuitorilor (73,37%) erau romano-catolici, existând și minorități de persoane fără religie (16,22%), reformați (1,94%) și atei (1,45%). Pentru 6,05% din locuitori nu este cunoscută apartenența confesională.